# Tal der Ahnungslosen
Tal der Ahnungslosen ou em uma tradução literal Vale dos sem-ideia é um termo satírico aplicado nas populações que residiam no nordeste perto de Greifswald e no sudeste no ex-distrito de Dresden, ambos na extinta Alemanha Oriental onde as transmissões de rádio e de televisões da antiga República Federal da Alemanha não eram captados senão com um grande esforço.
Os habitantes dessas áreas que não foram alcançados pela televisão ocidental e radiodifusão, recebiam mais informações negativas da Alemanha Ocidental além de estarem bem menos informados sobre a situação política de seu país e do mundo, decorrente da censura na mídia da Alemanha Oriental. Eles constituíam cerca de 15% da população da Alemanha Oriental.

Representação da área aproximada do alcance da programação da Alemanha Ocidental sobre a Alemanha Oriental

## Uso atual da expressão
Atualmente esta expressão é aplicada as regiões da Alemanha com nenhum ou pouco acesso a internet via banda larga. 